# Brighton i360
British Airways i360 es una torre de observación de 162 metros en el paseo marítimo de Brighton, Inglaterra, Reino Unido, en el extremo terrestre del antiguo West Pier. La torre se inauguró el 4 de agosto de 2016. Desde el mirador totalmente cerrado, los visitantes pueden disfrutar de vistas de 360 grados de Brighton, South Downs, el Canal de la Mancha y en los días más claros es posible ver el cabo Beachy a 27 km al este y la isla de Wight a 66 km al oeste.
British Airways i360 fue diseñado, construido y promovido por el equipo responsable del London Eye de Londres. La atracción costó 46 millones de libras esterlinas, de los cuales 36 millones fueron financiados por un préstamo de la Junta de Préstamos para Obras Públicas (PWLB) a través del ayuntamiento de Brighton y Hove.
Conocido anteriormente como "Brighton i360", el proyecto tenía como objetivo atraer a 739 000 visitantes de pago cada año, pero siempre ha estado muy por debajo de esta cifra. El propietario del sitio, el West Pier Trust, esperaba que en 2014 un i360 exitoso llevara a la reconstrucción del histórico West Pier. El i360 transportó a su pasajero número 1 000 000 el 11 de marzo de 2019.